# سیریانا
سیریانا (به انگلیسی: Syriana) فیلمی در ژانر دلهره‌آور سیاسی محصول سال ۲۰۰۵ به کارگردانی استیون گیگان است. بازیگران اصلی آن شامل جرج کلونی و مت دیمون هستند. جرج کلونی برای ایفای نقش خود در این فیلم برنده جایزهٔ اسکار و گلدن گلوب بهترین بازیگر نقش مکمل مرد شد. موضوع اصلی فیلم حول محور سیاست نفت و تأثیرات جهانی صنعت نفت بر اقتصاد و سیاست می‌باشد که در طی عملیات‌هایی که توسط یک مأمور سیا (جرج کلونی)، یک تحلیل‌گر مسائل انرژی (مت دیمون)، بازرسی در واشینگتن (جفری رایت) و یک کارگر مهاجر بیکار پاکستانی (ماژیر مونیر) در کشوری عربی در خلیج فارس مشاهده می‌شود.
در طول فیلم بیننده از مکانی به مکان دیگر کشانیده می‌شود که این سفر از تهران شروع شده و مدام در حال رفت‌وآمد بین واشینگتن، بیروت و کشور عربی می‌باشد.

## داستان
غول نفتی آمریکایی، کانکس، در حال از دست دادن کنترل خود به میدان‌های نفتی در امیر نشینی که توسط خاندان آل سوبای اداره می‌شود است. وزیر خارجه امیر نشین، شاهزاده ناصر (الکساندر صدیق) امتیاز حفاری گاز طبیعی را به یک شرکت چینی داده‌است. این امر باعث ناخرسندی شرکت‌های نفتی آمریکایی و در خطر افتادن منافع نفتی ایالات متحده شده‌است. برای جبران کاهش تولید کانکس با شرکت کوچکی که به تازگی برنده امتیاز بهره حفاری در قزاقستان شده‌است ادغام می‌شود. مامور مبارزه با تخلفات مربوط به شرکت‌های بزرگ در دادگستری آمریکا به این ادغام که توسط یک شرکت حقوقی به مدیریت دین وایتنینگ (کریستوفر پلامر) در حال انجام است مشکوک می‌گردد.

### داستان امیر
برایان وودمن (مت دیمون) تحلیل گر مسائل انرژی در ژنو، سوئیس است. رئیس وودمن او را مأمور می‌کند تا با شرکت در مراسم خصوصی امیر در اسپانیا آمادگی شرکتش را برای ارائه خدمات به اطلاع امیر برساند. به خاطر بیماری امیر از ملاقات وودمن با امیر جلوگیری می‌شود. در همین زمان در قسمت دیگری از مهمانی مجلل امیر پسر خردسال وودمن با شیرجه به درون استخری که برق روشنایی آن به‌طوری ناخواسته اتصالی دارد دچار برق گرفتگی شده و جان خود را از دست می‌دهد.
برای ابراز همدردی با وودمن شاهزاده ناصر مبلغی در حدود ۱۶۷ میلیون دلار از محل سود شرکت نفتی به او هدیه می‌دهد، هم‌زمان وودمن به عنوان مشاور اختصاصی امیر استخدام می‌شود. شاهزاده ناصر قصد دارد تا کشورش را به کشوری مترقی و آزاد تبدیل نماید امری که با نظر آمریکا و همچنین نظر پدرش (پادشاه فعلی امیر نشین) در تضاد است. ناصر قرار است به عنوان پسر اول جانشین پدرش شود در حالیکه برادر کوچک امیر که طرفدار حفظ وضع موجود و حضور نظامی آمریکاست به این سمت برگزیده می‌شود. به این ترتیب ناصر برنامه‌ای برای کودتا طراحی می‌کند ولی در عوض آمریکایی‌ها با اطلاع از این نقشه، اتومبیل ناصر را با موشکی کنترل از راه دور منفجر می‌کنند.

### داستان ترور
باب بارنز (جرج کلونی) کهنه سربازی آمریکایی، افسر عملیاتی سیا که تلاش می‌کند جریان تجارت غیرقانونی اسلحه در خاورمیانه را بگیرد. او هنگامی که در تهران دو دلال اسلحه ایرانی را می‌کشد متوجه می‌شود یکی از بمبهای ضد تانکی که قرار بود در کشتن دلالان ایرانی بکار رود توسط یک فرد مصری ربوده می‌شود. باب این مورد را به واشینگتن گزارش می‌دهد ولی به صورت غیرمنتظره او را به واشینگتن منتقل کرده و یک کار دفتری به او می‌دهند. او دوباره به صورت غافلگیرانه‌ای دوباره به خاورمیانه، لبنان، فرستاده می‌شود تا شاهزاده ناصر را به قتل برساند. پیش از مسافرت به لبنان از مأمور سابق سیا در لبنان می‌خواهد تا سوابق کار او با حزب‌الله را پاک کند تا آن‌ها تصور نکنند که باب قصد انجام کاری علیه آن‌ها را دارد. در لبنان باب مسیر امنی از طرف حزب اله دریافت می‌کند و با مزدوری به نام موسوی آشنا می‌شود و قرار می‌شود تا موسوی، باب را در ترور شاهزاده ناصر کمک نماید غافل از اینکه موسوی اکنون برای ایران کار می‌کند. موسوی به جای کمک به باب او را دزدیده و مورد شکنجه قرار می‌دهد. رهبر حزب‌الله بلافاصله از ماجرا باخبر شده و درست هنگامی که موسوی قصد جدا نمودن سر باب را دارد از راه می‌رسد و جلو موسوی را می‌گیرد.
هنگامی که سیا از قصد موسوی برای افشای تلویزیونی قصد باب برای ترور شاهزاده ناصر آگاهی می‌یابد از باب فاصله گرفته و او را به عنوان مأموری سرکش معرفی می‌کند. وایتنینگ با این تصور که باب می‌خواهد دربارهٔ ترور شاهزاده ناصر و با آگاهی از قصد ناصر برای کودتا احساس خطر کرده و باب را زیر نظر گرفته و پاسپورت او را باطل می‌کند. باب به مرور و از طریق استان گاف علت مورد سوظن بودن و اینکه مسئول همه این کارها وایتنینگ هست را می‌فهمد. او یک شب به‌طور کاملاً مخفیانه به وایتنینگ نزدیک می‌شود و او را در مورد ادامه این وضع مورد تهدید قرار می‌دهد.
در انتهای فیلم باب خود را به اتومبیل حامل شاهزاده ناصر نزدیک می‌کند تا او را از خطر آگاه سازد ولی در همان زمان موشک به اتومبیل شاهزاده اصابت نموده و تنها وودمن که ساعتی قبل اتومبیل خود را عوض نموده بود زنده می‌ماند.

### داستان وسیم
کارگران مهاجر پاکستانی سلیم احمد خان (شاهیر احمد) و پسرش وسیم (ماژار مهیر) سوار اتوبوس عازم کار در پالایشگاه کانکس هستند ولی به خاطر آنکه شرکت چینی قرارداد را از کانکس گرفته اخراج می‌شوند. به مرور سلیم و وسیم به خاطر بیکاری فقیر و فقیرتر می‌شوند. وسیم به دنبال کار می‌گردد ولی به دلیل عدم توانایی تکلم به عربی از یافتن کار بازمی‌ماند. او برای افزایش شانس خود برای کار گرفتن در امیرنشین عربی به همراه دوستش وارد مدرسه‌ای مذهبی عربی می‌شود تا عربی بیاموزد. در این مدرسه شخص عرب زبانی (همان فرد مصری که در تهران یکی از موشک‌های ضد تانک را سرقت نموده) به وی نزدیک می‌شود و او را ترغیب به عملیات انتحاری به تانکر کانکس کیلن با استفاده از بمب دزدیده شده در تهران می‌کند.

### داستان ادغام
بنت هالیدی وکیل آمریکایی ایالات متحده متقاعد شده‌است کیلن برای گرفتن امتیاز حفاری در قزاقستان رشوه داده‌است. در طی بررسی‌های او انتقال وجه الکترونیکی (wire transfer) بین دنی دالتون و مقامات قزاق را کشف می‌کند. هالیدی مقامات کانکس-هالیدی را از این امر آگاه می‌کند ولی آن‌ها از این امر اظهار بی‌خبری می‌کنند.